# Vestsumatra
Vestsumatra (eller på indonesisk Sumatera Barat) er en provins i Indonesien, beliggende på den vestlige del af øen Sumatra. Provinsen har et areal på 42.297 km² og er beboet af ca. 4.241.000 indbyggere. Hovedstaden og den største by er Padang.
Vestsumatra grænser mod nord op til provinsen Nordsumatra, mod øst Riau og Jambi, og mod sydøst Bengkulu. Mentawaiøerne ud for kysten er også en del af provinsen.
- Wikimedia Commons har flere filer relateret til Vestsumatra